# Accadia
Accadia je italská obec v provincii Foggia v oblasti Apulie.
V roce 2012 zde žilo 2 426 obyvatel.

## Sousední obce
Bovino, Deliceto, Monteleone di Puglia, Panni, Sant'Agata di Puglia

## Vývoj počtu obyvatel
Zdroj: 